# Поппі З. Брайт
Вільям Джозеф Мартін (англ. William Joseph Martin), раніше відомий як Поппі З. Брайт (англ. Poppy Z. Brite), — американський письменник. На початку 1990-х здобув популярність у жанрі готичних жахів, видавши низку успішних романів і збірок оповідань. Насамперед відомий завдяки романам «Загублені душі» (1992), «Малюнки на крові» (1993) та «Вишуканий труп» (1996). Його пізні роботи написані у жанрі темної комедії, у багатьох історіях події відбуваються у світі ресторанів Нового Орлеана. Романи Мартіна зазвичай не входять до книжкових серій, але в них можуть з'являтися персонажі з попередніх романів та оповідань. Багато його персонажів є відвертими бісексуалами та геями.

## Біографія
Мартін насамперед відомий завдяки готичним романам, романам жахів і своїми оповіданнями. Його характерними рисами є зображення геїв як головних персонажів, графічні сексуальні описи та часто іронічний підхід до моторошних подій. Деякі з його відоміших романів включають: «Загублені душі» (1992), «Малюнки на крові» (1993) і суперечливий роман про серійних вбивць «Вишуканий труп» (1996); він також опублікував збірки оповідань, такі як «Вормуд» (1993), «Ти Огидний Сьогодні Ввечері?» (1998), «Неправильні Речі» (у співавторстві з Кейтлін Р. Кірнан; 2001) і «Диявол, якого ти знаєш» (2003). Його оповідання «Калькутта: Повелитель нервів» включено до антології оповідань 1992 року «Найкращий горрор століття».
В інтерв'ю 1998 року, у відповідь на коментар про те, що «зростання на американському Півдні [сформувало] його як письменника», Мартін також згадав, що на нього вплинули такі письменники з Півдня, як Карсон Маккаллерс, Трумен Капоте, Теннессі Вільямс, Фланнері О' Коннор, Харпер Лі, Томас Вулф і Вільям Фолкнер. Коли йому поставили додаткове питання про письменників, які також мали на нього вплив, він згадав «Бредбері, Набокова, У.Берроуза, Стівена Кінга, Ремсі Кемпбелла, Ширлі Джексон, Томаса Ліготті, Кеті Коджа, Денніса Купера, Дороті Паркер, Ділана Томаса, Гарлана Еллісона, Пітера Страуба, Пола Теру, Бодлера, По, Лавкрафта, Джона Леннона…».
Мартін написав книжку «Кортні Лав: Правдива історія» (1997), біографію співачки Кортні Лав, зазначивши, що робота виконана за пропозицією Лав і за її співпраці, оскільки він мав доступ до її особистого щоденника та листів
.
Наприкінці 1990-х — початку 2000-х років Мартін відійшов від літератури жахів і готичної тематики, але продовжив зображувати персонажів-геїв. Схвалені критиками романи із серії «Лікер» — «Лікер» (2004), «Прайм» (2005) і «Душевна кухня» (2006) — чорні комедії, події яких відбувається у світі ресторанів Нового Орлеана. «Значення X» (2002) описує початок кар'єри героїв книжкової серії «Лікер» — Гері «Джі-Мен» Стаббса та Джона «Рікі» Рікі; інші оповідання, включно з його останньою збіркою оповідань «Диявол, якого ти знаєш» (2003) і повість «D*U*C*K», описують події в житті великої родини Стаббсів, католицького клану, що має коріння в традиційній культурі Нового Орлеана. Мартін сподівається написати ще три романи із серії «Лікер», які скоріш за все матимуть такі назви: «Блюз Мертвих Креветок», «Урагановий гуляш» і «Подвійний шот». Однак наприкінці 2006 року він припинив видання книг у видавництві Three Rivers Press, яке опублікувало перші три романи із серії «Лікер», і тепер припинив писати художню літературу як таку. За його словами збірка оповідань під назвою «Допотопні оповідання» стане «якщо не його останньою книгою, то останню на деякий час». Він продовжує писати короткі нон-фікшн статті, зокрема редакційні статті для Нью-Орлеанської газети «Times-Picayune» і статті про їжу для журналу «Chile Pepper».
Мартін неодноразово заявляв, що хоча він допускає екранізацію деяких своїх творів, він мало зацікавлений у перетворенні своїх робіт на фільми. 1999 року його оповідання — «Шостий Страж»(екранізовано як «Сторож сновидінь») — стало частиною сюжетної лінії епізоду 209 серіалу жахів «Голод».
Критичні есе про творчість Мартіна можна знайти в книгах «Надприродна фантастика: сучасне фентезі та жахи» (2003) Браяна Стейблфорда та «Еволюція дивних оповідей» (2004) С. Т. Джоші.
9 червня 2010 року Мартін офіційно оголосив про перерву у письменницькій діяльності в дописі під назвою «Я в основному на пенсії (поки що)» у своєму Livejournal. Він заявив, що «повністю втратив здатність взаємодіяти зі [своєю] літературною продукцією», а потім згадав, що ділові питання стали частиною причин цього рішення. Він також згадав про конкретні труднощі відмежуватись від інших аспектів свого життя, пов'язаних з ураганом «Катріна». Завершив свою заяву словами, що сумує за стосунками зі своїми героями й що не відчуває потреби писати задля публікації. Відтоді Мартін створив серію мистецьких робіт на тему Нового Орлеана та вуду.
2018 року Мартін оголосив, що повернувся до письменницької діяльності з нехудожнім проєктом під назвою «Вода, якщо цього хоче Бог: релігія та духовність у творчості Стівена Кінга»
.
У вересні 2023 року Мартін написав на власній сторінці у Facebook, що знову пише прозу, але до її публікації ще мине багато часу.

## Особисте життя
Мартін народився в Боулінг-Грін, округ Воррен, штат Кентуккі, в лікарні Західного університету. Мартін — трансгендер і багато писав і говорив про проблеми трансгендерності та свою гендерну дисфорію. Він, як гей, писав: «Відтоді, як я став достатньо дорослим, щоб розуміти, що таке геї, я вважаю себе геєм, який випадково народився в тілі жінки, і це моя точка зору». 2003 року Мартін написав, що хоча теоретики гендерної теорії, такі як Кейт Борнстайн, описали б його як «неоперованого транссексуала», він не наполягав на цьому ярлику, написавши: «Я просто я». 2010 року Мартін почав гормональну терапію, а 2011 року висловив бажання, щоб його називали чоловічими займенниками.
6 січня 2009 року Мартіна арештували біля Богоматері Доброї Ради в Новому Орлеані під час мирної демонстрації, під час якої церкви в районі Аптаун були зайняті протестувальниками на знак протесту проти їх закриття. У серпні 2009 року «New Orleans Gambit Weekly» опублікував результати опитування читачів, у якому Мартін посів друге місце у категорії «Найкращий місцевий автор».
2019 року Мартін одружився з Греєм Анатолієм Кроссом, фотографом та художником. Вперше пара зустрілася у 2011.